# Montreux-Château
Montreux-Château és un municipi francès, es troba al departament del Territori de Belfort i a la regió de Borgonya - Franc Comtat. L'any 2006 tenia 921 habitants.

## Geografia
Se situa a la vora d'un petit riu anomenat la Saint-Nicolas que neix al massís dels Vosges. Es troba a 14 km de Belfort, capital del departament.

## Demografia
| 1962 | 1968 | 1975 | 1982 | 1990 | 1999 |
| ---- | ---- | ---- | ---- | ---- | ---- |
| 917  | 891  | 942  | 1018 | 927  | 971  |